# 마일스 스트라움
마일즈 스트라움(Miles Straume)은 미국의 방송국 ABC의 텔레비전 드라마 시리즈 로스트의 등장인물로 켄 렁이 연기하였다. 마일즈는 시즌 4 초반에 성급하고 빈정대기 좋아하는 영매술사로 섬의 앞바다에 정착해 있는 화물선 카하나의 일원으로 소개되었다. 마일즈는 섬에 도착한 후 화물선 카하나 일원들이 오세아닉 815편 생존자들을 모두 죽일 거라고 생각하는 존 로크에 의해 붙잡혀 포로가 되었다. 마일즈의 임무는 벤자민 라이너스를 붙잡는 것이였지만 자신의 고용주인 찰스 위드모어에게 벤자민이 죽었다고 보고하는 대신 거래를 시도한다. 후에 소이어를 따르게 되며, 달마이니셔티브의 일원으로 살아간다.
작가진은 더 소프라노스에서 조연 중 활약했던 켄 렁을 위해 특별히 마일즈 역할을 만들어 줬다. 렁은 읽어서 들려주는 역할로만 활동했었다. 마일즈라는 이름은 강력한 소용돌이라는 뜻의 "마엘스트롬"(maelstrom)에서 따왔다. 현재 이 등장인물은 긍정적인 평가를 받고 있다.